# 利尿劑
利尿劑（英語：diuretic）或利尿药，是一类作用于肾，促进肾脏排尿功能、增加尿量的化学物质或药物；其作用称为利尿（diuresis），能增加电解质（主要是钠、钾、氯离子）及水的排泄。
天然食物中，咖啡因、小紅莓汁和酒精等都是效果較弱的利尿劑，而作为药剂的利尿药都是強制利尿作用。利尿药种类有很多，增加水分排泄的作用机理各不相同，其药理作用包括影响肾小球过滤、肾小管再吸收和分泌等功能。与利尿剂相对，也有抗利尿激素（血管加压素）之类的降低尿量的抗利尿剂。

## 医学用途
在醫學上，利尿劑被用來治療心臟衰竭、肝硬化和高血壓以及一些腎臟疾病，原理是增加排放尿液中鈉及水的比例來減輕症狀。
而心衰竭之標準藥物療法包括血管紧张素转化酶抑制剂（ACEi）、地高辛、β受体阻滞剂和利尿药，如螺内酯即為利尿药一例，其作用為醛固酮的拮抗剂，可作為袢利尿剂、噻嗪类利尿剂之合併藥物，以減緩此两类類利尿劑可能造成的低血鉀現象，並減少心衰竭病人之住院率與死亡率。

## 分类
一般從藥理學分類來看，利尿劑可以分類為排除鈉離子的利尿劑以及保住鉀離子的利尿劑兩大種。

## 机理
各类利尿剂的作用机理不同，但都包括了降低血压。

### 袢利尿剂
呋塞米、布美他尼、托拉塞米為典型的袢利尿剂，這些藥物會結合至钠钾氯共转运体 (NKCCs)，並直接阻斷離子的運送，袢利尿剂抑制沿髓袢的粗上升支細胞表面的NKCC2（編碼此蛋白的基因為SLC12A1）。該運送蛋白可直接（間接）再吸收高達25％過濾出去的鈉和氯。而袢利尿剂的利鈉作用則大多是透過阻斷NKCC2的作用。
袢利尿剂還同時抑制了致密斑細胞膜上的NKCC2，刺激了肾素的分泌並抑制了管球反馈，管球反馈的作用為若偵測到通過致密斑的鹽分增多時，其會抑制腎絲球的過濾作用。而上述兩個作用可能同時是有益且有害的，因為血液中肾素活性升高會增加Ang II的濃度，而阻斷管球反馈有助於維持腎小球濾過率。
這類藥物還抑制第二種NKCCs，NKCC1（基因SLC12A2），該運送蛋白在整個身體中廣泛表現，包括在耳朵中。這可能解釋了袢利尿剂的耳毒性。當靜脈給藥時，袢利尿剂引起血管擴張，部分原因是抑制了血管平滑肌細胞中的NKCC1。NKCC1也在入球微动脉和球外系膜的細胞表現(在致密斑附近的細胞），這些細胞的功用為抑制肾素的分泌，因此，NKCC1阻斷也可能有助於肾素分泌的增加和血Ang II的產生。
袢利尿剂對腎臟和全身的血流動力學有著複雜的效果，而這些效果則受到劑量、給藥途徑、伴隨的疾病、治療以及長期使用等的影響。這些利尿劑活化肾素-血管紧张素-醛固酮系统（RAS系統）並直接擴張血管，但它們也會增加具血管擴張性的前列腺素的濃度與近曲小管內的壓力。這些作用中有的會相互抵消，因此，大劑量静脉袢利尿剂可以降低或增加動脈壓力，增加或減少每搏输出量，並減少腎血流量。而哪一種作用在給予藥物治療的患者身上佔主導作用則很難預測。
袢利尿剂為的負電的有機物，進入循環系統後會與蛋白質結合（> 90％），此機制限制了它們的分佈範圍( 因其體積過大 )。因此，袢利尿剂不會透過腎絲球滤过進入腎小管濾液，而是通過有機陰離子運送蛋白和多药耐药蛋白4 在近曲小管細胞中分泌。當NSAID藥物或內生性尿液中的陰離子與袢利尿剂競爭該運送蛋白的結合為時，小鼠有機陰離子運送蛋白的遺傳基因上的缺失會導致利尿剂耐药，此現象與人類相似。

## 不良反應
利尿劑的主要副作用有低血容量、低血鉀、高血鉀、低鈉血症、代謝性鹼中毒、代謝性酸中毒及高尿酸血症。
| 不良反應     | 利尿劑                           | 症狀 |
| ------------ | -------------------------------- | --- |
| 低血容量     | - 環利尿劑 - 噻嗪類              | - 疲倦 - 口渴 - 抽搐 - 低血壓                                                                                    |
| 低血鉀       | - 乙酰唑胺 - 環利尿劑 - 噻嗪類   | - 肌無力 - 瘫痪 - 心律不整                                                                                       |
| 高血鉀       | - 阿米洛利 - 氨苯蝶啶 - 安體舒通 | - 心律不整 - 抽搐 - 瘫痪                                                                                         |
| 低鈉血症     | - 噻嗪類 - 呋塞米                | - 中樞神經系統症狀 - 昏迷                                                                                        |
| 代謝性鹼中毒 | - 環利尿劑 - 噻嗪類              | - 心律不整 - 中樞神經系統症狀                                                                                    |
| 代謝性酸中毒 | - 乙酰唑胺 - 阿米洛利 - 氨苯蝶啶 | - 深大呼吸 - 肌無力 - 神經系統症狀 - 嗜睡 - 昏迷 - 癲癇發作 - 昏迷                                               |
| 高鈣血症     | - 噻嗪類                         | - 痛风 - 組織钙化 - 疲倦 - 情绪抑郁 - 精神混亂(mental confusion) - 厭食症 - 恶心 - 呕吐 - 便秘 - 胰腺炎 - 多尿症 |
| 高尿酸血症   | - 噻嗪類 - 環利尿劑              | - 痛风 |

## 体育中的违禁用途
利尿劑常被用于掩盖兴奋剂的存在，使药检不到，这是因为增加尿量可以稀释兴奋剂及其代谢物。还有一种违禁用途是快速減肥，以便在拳擊、摔跤等按重量分级的运动中满足某级要求。

## 引用
1. 1 2 3 4 5 6 7 8 9 10 11 12 13 14 15 16 17 18 19 20 21 22 23 24 25 26 27 28 29 30 31 32 33 34 35 36 37  Boron, Walter F. . Elsevier/Saunders. 2004: 875. ISBN 1-4160-2328-3.
2. ↑  Bahrke, Michael. . 2002.
3. ↑  Agence France Presse. . VeloNews. 2012-07-17  [2012-07-18]. （原始内容存档于2012-07-19）.
4. ↑  The abuse of diuretics as performance-enhancing drugs and masking agents in sport doping: pharmacology, toxicology and analysis （页面存档备份，存于）, British Journal of Pharmacology, 2010-09.

## 外部連結
- Diagram at cvpharmacology.com（页面存档备份，存于）
- "Caffeine and Electrolyte Imbalance"（页面存档备份，存于） by Dana George August 23, 2011
- How Can Natural Diuretics Work for Water Retention? （页面存档备份，存于）
- "10 Different Types Of Diuretics" by Tom Pisarski